# Port lotniczy Dżakarta-Halim Perdanakusuma
Port lotniczy Dżakarta-Halim Perdanakusuma (indonez. Bandara Halim Perdanakusuma) – międzynarodowy port lotniczy w Dżakarcie. Do 1985 r. był najważniejszym portem lotniczym Indonezji, jednak później większość jego połączeń przejął oddany wówczas do użytku Soekarno-Hatta.